# Louis d'Havrincourt
Conte Louis Henri Gérard Antoine Pierre Marie de Cardevac d'Havrincourt (Lapalisse, 29 giugno 1863 – 18 luglio 1928) è stato un cavaliere francese.
Partecipò ai Giochi olimpici 1900 di Parigi, nella gara di salto ostacoli di equitazione, senza riuscire ad ottenere un gran risultato.